# Landtagswahlkreis Rhein-Sieg-Kreis III – Euskirchen III
Der Landtagswahlkreis Rhein-Sieg-Kreis III – Euskirchen III (Ordnungsziffer 27) ist ein Landtagswahlkreis in Nordrhein-Westfalen.
Zur Landtagswahl 2022 wurde der Wahlkreis neu zugeschnitten, er besteht nun aus den kreisangehörigen Städten und Gemeinden Alfter, Bornheim, Rheinbach und Swisttal im Rhein-Sieg-Kreis sowie der Gemeinde Weilerswist im Kreis Euskirchen.

## Landtagswahl 2022
Im Vergleich zur letzten Wahl 2017 sind Meckenheim und Wachtberg nun Teil des Wahlkreises Rhein-Sieg-Kreis II. Neu zum Wahlkreis 27 gekommen ist Weilerswist, das zuvor zum Wahlkreis Euskirchen I gehörte. Oliver Krauß konnte den Wahlkreis verteidigen, Jörn Freynick verpasste den Wiedereinzug.
| Direktkandidat             | Partei          | Erststimmen in % | Zweitstimmen in % |
| -------------------------- | --------------- | ---------------- | ----------------- |
| Oliver Krauß               | CDU             | 40,99 %          | 40,50 %           |
| Anna Peters                | SPD             | 23,21 %          | 20,26 %           |
| Jörn Freynick              | FDP             | 6,85 %           | 6,79 %            |
| Armin Heintze              | AfD             | 4,95 %           | 5,11 %            |
| Arnd Kuhn                  | B’90/Grüne      | 19,89 %          | 19,06 %           |
| Iris Lafazanis             | LINKE           | 2,10 %           | 1,69 %            |
| Nathalie Sanchez Friedrich | Die Basis       | 1,49 %           | 1,32 %            |
| Nastassja Rose-Hallgrimson | Team Todenhöfer | 0,53 %           | 0,30 %            |
| -                          | Sonstige        | -                | 4,97 %            |

## Landtagswahl 2017
| Direktkandidat     | Partei     | Erststimmen in % | Zweitstimmen in % |
| ------------------ | ---------- | ---------------- | ----------------- |
| Folke große Deters | SPD        | 26,3 %           | 23,5 %            |
| Oliver Krauß       | CDU        | 44,8 %           | 39,1 %            |
| Wilhelm Windhuis   | B’90/Grüne | 6,1 %            | 6,4 %             |
| Jörn Freynick      | FDP        | 11,0 %           | 16,8 %            |
| Jürgen Weiler      | Piraten    | 1,0 %            | 0,8 %             |
| Michael Lehmann    | Die Linke  | 3,2 %            | 3,7 %             |
| Matthias Käding    | AfD        | 6,3 %            | 6,8 %             |
| –                  | Übrige     | 1,3 %            | 3,1 %             |

Nachdem die bisherige Wahlkreisabgeordnete Ilka von Boeselager, die den Wahlkreis seit 1990 vertreten hatte, nicht mehr antrat, wurde mit Oliver Krauß erneut ein Christdemokrat in diesem sicheren CDU-Wahlkreis gewählt. Mit Jörn Freynick, der über den FDP-Landeslistenplatz 21 gewählt wurde, zog ein weiterer Kandidat aus diesem Wahlkreis in den Landtag ein.

## Landtagswahl 2012
| Direktkandidat      | Partei          | Erststimmen in % | Zweitstimmen in % |
| ------------------- | --------------- | ---------------- | ----------------- |
| Ilka von Boeselager | CDU             | 40,9 %           | 31,1 %            |
| Folke große Deters  | SPD             | 32,6 %           | 29,6 %            |
| Wilhelm Windhuis    | B’90/Grüne      | 9,7 %            | 12,2 %            |
| Monika Wolf-Umhauer | FDP             | 6,4 %            | 13,8 %            |
| Peter Eßer          | Die Linke       | 1,7 %            | 1,6 %             |
| Marcel Weiler       | Piraten         | 7,3 %            | 7,5 %             |
| Ursula Schöpf       | Freie Wähler    | 0,9 %            | 0,6 %             |
| Claus Plantiko      | Volksabstimmung | 0,4 %            | -,- %             |

## Landtagswahl 2010
| Direktkandidat         | Partei          | Erststimmen in % | Zweitstimmen in % |
| ---------------------- | --------------- | ---------------- | ----------------- |
| Ilka von Boeselager    | CDU             | 45,1 %           | 41,2 %            |
| Folke große Deters     | SPD             | 26,4 %           | 24,8 %            |
| Wilhelm Windhuis       | B’90/Grüne      | 11,7 %           | 13,0 %            |
| Andreas Pinkwart       | FDP             | 9,8 %            | 10,8 %            |
| Stephan Kreutz         | Die Linke       | 3,4 %            | 3,6 %             |
| Lars Christian Löffler | pro NRW         | 1,7 %            | 1,9 %             |
| Tim Nitsche            | Piraten         | 1,5 %            | 1,7 %             |
| Ulrich Hoinke          | Volksabstimmung | 0,5 %            | 0,3 %             |
| -                      | Sonstige        | -                | 2,5 %             |

Damit wurde Ilka von Boeselager (ehemals Keller) direkt in den Landtag gewählt. Per Liste zog auch Andreas Pinkwart ein, legte sein Abgeordnetenmandat jedoch am 31. März 2011 nieder.

## Landtagswahl 2005
| Direktkandidat bei der Wahl 2005 | Partei             | 2005 Stimmen in % | 2000 Stimmen in % |
| -------------------------------- | ------------------ | ----------------- | ----------------- |
| Ilka Keller                      | CDU                | 54,0              | 46,4              |
| Werner Albrecht                  | SPD                | 27,8              | 31,3              |
| Thorsten Knott                   | FDP                | 8,3               | 12,5              |
| Ingo Steiner                     | GRÜNE              | 6,6               | 7,6               |
| Gernot Westphalen                | WASG               | 1,3               | –                 |
| Raphael Schäfer                  | NPD                | 0,8               | 0,5               |
| Stephan Kreutz                   | PDS                | 0,6               | 0,8               |
| Uwe Meutgens                     | REP                | 0,3               | –                 |
| Birgit Rakers                    | ödp                | 0,3               | –                 |
|                                  | Unabhängige Bürger | –                 | 0,8               |
|                                  | Deutschland        | –                 | 0,2               |

## Wahlkreissieger
| Jahr | Wahlkreisname                            | Gebiet                                             | Direktmandat                          | Partei |
| ---- | ---------------------------------------- | -------------------------------------------------- | ------------------------------------- | ------ |
| 1947 | 20 Bonn-Land-Nord                        | Landkreis Bonn                                     | Gottfried Pieck                       | CDU    |
| 1950 | 20 Bonn-Land-Nord                        | Landkreis Bonn                                     | Gottfried Pieck                       | CDU    |
| 1954 | 20 Bonn-Land-Nord                        | Landkreis Bonn                                     | Gottfried Pieck                       | CDU    |
| 1958 | 20 Bonn-Land-Nord                        | Landkreis Bonn                                     | Hermann-Josef Freiherr von Boeselager | CDU    |
| 1962 | 20 Bonn-Land-Nord                        | Landkreis Bonn                                     | Gottfried Pieck                       | CDU    |
| 1966 | 22 Bonn-Land II                          | Landkreis Bonn                                     | Hans-Josef Bost                       | CDU    |
| 1970 | 22 Bonn-Land II                          | Landkreis Bonn                                     | Hans-Josef Bost                       | CDU    |
| 1975 | 23 Rhein-Sieg-Kreis I                    | linksrheinischer Rhein-Sieg-Kreis                  | Johannes Wilde                        | CDU    |
| 1980 | 29 Rhein-Sieg-Kreis III                  | linksrheinischer Rhein-Sieg-Kreis                  | Johannes Wilde                        | CDU    |
| 1985 | 29 Rhein-Sieg-Kreis III                  | linksrheinischer Rhein-Sieg-Kreis                  | Johannes Wilde                        | CDU    |
| 1990 | 29 Rhein-Sieg-Kreis III                  | linksrheinischer Rhein-Sieg-Kreis                  | Ilka Keller                           | CDU    |
| 1995 | 29 Rhein-Sieg-Kreis III                  | linksrheinischer Rhein-Sieg-Kreis                  | Ilka Keller                           | CDU    |
| 2000 | 31 Rhein-Sieg-Kreis III                  | linksrheinischer Rhein-Sieg-Kreis                  | Ilka Keller                           | CDU    |
| 2005 | 27 Rhein-Sieg-Kreis III                  | linksrheinischer Rhein-Sieg-Kreis                  | Ilka Keller                           | CDU    |
| 2010 | 27 Rhein-Sieg-Kreis III                  | linksrheinischer Rhein-Sieg-Kreis                  | Ilka von Boeselager                   | CDU    |
| 2012 | 27 Rhein-Sieg-Kreis III                  | linksrheinischer Rhein-Sieg-Kreis                  | Ilka von Boeselager                   | CDU    |
| 2017 | 27 Rhein-Sieg-Kreis III                  | linksrheinischer Rhein-Sieg-Kreis                  | Oliver Krauß                          | CDU    |
| 2022 | 27 Rhein-Sieg-Kreis III – Euskirchen III | Alfter, Bornheim, Rheinbach, Swisttal, Weilerswist | Oliver Krauß                          | CDU    |